# 七飯町立精進川小中学校
七飯町立精進川小中学校（ななえちょうりつ しょうじんがわしょうちゅうがっこう）は、北海道亀田郡七飯町にあった、小中併設校である。

## 概要
現在の七飯町の観光地「大沼」の近くにある東大沼地区付近に該当する。精進川鉱山（後述）が中心だった精進川地区にあった小中学校で、鉱山社員の家族などが主だった。

## 沿革
- 1947年 - 精進川鉱山の社員の家族などの子弟の教育のため、銚子口小学校[1]精進川分校が開校する。
- 1951年 - 七飯町立精進川小学校として独立。
- 1953年2月1日 - 大沼中学校から精進川中学校が独立[2]・併設。小中併設校になる。
- 1961年 - 1959年に精進川鉱山が閉山したため、児童数が減少し閉校。

## 跡地
- 周辺に地区の紹介も含めて、平成8年に看板が設置されている。

## 精進川鉱山
上述の精進川小中学校付近にあった鉱山で、「精進川坑」と「雨鱒川（あめますかわ）坑」の2つの鉱床の総称である。

### 沿革
1937年
昭和製鉄株式会社が創立され、褐鉄鉱の採取が開始。
1942年
硫黄鉱床の発見・採掘を機に、日本硫鉄株式会社と改称する。硫黄精錬を開始する。
1943年
隣接する鹿部鉱山を買収し、雨鱒川鉱山と称した。
硫黄と鉱石は索道で中継し、池田園駅から大沼電鉄によって積み出された。
1959年
企業の経営不振により、閉山。

### 跡地
- 途中で坑道の遺構などが残っている。
- 上述の周辺に地区の紹介も含めた看板に、当時の様子などがある。
- 2000年代に入ると冬場に廃坑内でできる氷筍が注目されるようになった[3]。

## 地区名の由来
- 以前、お坊が住みついて修行をしていて、ある時、グミを食べていたところ、付近の村人が筋子を食べていると勘違いしてお坊は責められ、お坊は無実を証明するために、法力で魚を住めなくしてしまった。
- お坊は生臭いものを食べてはいけなくて、精進料理を食べていた。そこで、魚のいない川を「精進川」と名付けていた。

諸説あるが、いずれにしても付近の川の魚に関係することが由来となっている。